# Mona Marshall
Mona Marshall, född 1947, är en amerikansk skådespelerska och röstskådespelerska, som är bland annat känd för att ha gjort rösten till många kvinnliga karaktärer i den animerade TV-serien South Park sedan 2000.

## Karaktärer i South Park Marshall gör rösten till
- Sheila Broflovski
- Red
- Linda Stotch
- Mrs. Tweek
- Linda Black
- Mrs. Valmer
- Wendy Testaburger (bara en kort stund i säsong 4)